# 蔡亮
蔡亮，JP（英語：Laura Liang Aron，1970年10月4日—），香港公務員，政務官出身，現為香港駐上海經濟貿易辦事處主任，曾任油尖旺民政事務專員。

## 個人簡歷
蔡亮生於1970年4月28日，並在中學時期從中國大陸移居香港，就讀循道中學，畢業於香港中文大學，主修工商管理學。她於1994年加入香港政府政務職系，並曾於多個政策局及部門工作，包括民政事務局、民政事務總署、運輸局、工商及科技局、香港特別行政區政府駐北京辦事處、商務及經濟發展局和發展局文物保育專員。
2011年7月起，蔡亮被調任香港駐東京經濟貿易代表，至2014年8月回港接替何小萍任油尖旺區民政事務專員，至2020年3月接替鄧仲敏出任香港駐上海經濟貿易辦事處主任。

## 爭議

### 撤銷黃之鋒參選資格
2019年10月，選舉管理委員會於突然宣布南區民政事務專員馬周佩芬「因病休假」，其職位由蔡臨時代替。蔡其後撤銷於南區海怡西選區報名參選區議會的香港眾志黃之鋒參選資格，質疑黃因參選而稱放棄香港「自決」的解說「非真心」，使黃成為2019年香港區議會選舉唯一因政治立場而被撤銷參選資格的人士。

### 寓所涉嫌僭建
2019年11月，香港《蘋果日報》蔡持有的西貢柏濤軒村屋僭建了一間約300平方呎的玻璃屋。屋宇署指蔡已根據「新界村屋申報計劃」就有關僭建物申報。

### 女下屬上吊自殺
2021年2月18日，蔡亮於上海辦公室的大陸女秘書疑因在年三十晚被解僱，被發現於其辦公室內上吊身亡。